# Muratoriekanon
| Ludovico Antonio Muratori (1672–1750) påträffade en kodex i Ambrosianska biblioteket i Milano innehållande bland annat en anonym teologisk skrift där merparten av de nytestamentliga skrifterna avhandlades. Sista sidan av tre i denna Muratoriekanon avbildas till höger. Ursprungligen publicerad av S. P. Tregelles år 1868. |  | Ludovico Antonio Muratori (1672–1750) påträffade en kodex i Ambrosianska biblioteket i Milano innehållande bland annat en anonym teologisk skrift där merparten av de nytestamentliga skrifterna avhandlades. Sista sidan av tre i denna Muratoriekanon avbildas till höger. Ursprungligen publicerad av S. P. Tregelles år 1868. |
| Ludovico Antonio Muratori (1672–1750) påträffade en kodex i Ambrosianska biblioteket i Milano innehållande bland annat en anonym teologisk skrift där merparten av de nytestamentliga skrifterna avhandlades. Sista sidan av tre i denna Muratoriekanon avbildas till höger. Ursprungligen publicerad av S. P. Tregelles år 1868. |  | |

Muratoriekanon (alternativt Muratoriska kanon, Kanon Muratori, Muratoriefragmentet  eller Muratoriska fragmentet, latin Canon Muratorii eller Canon Muratorianus) är namnet på en lista från någon gång under perioden omkring 170 e.Kr.–omkring 400 som innehåller merparten av de böcker som ingår i Nya testamentets kanon. Denna lista, eller hellre redogörelse, återfinns i en ofullständig handskrift på uselt latin daterad till ungefär 700-talet och som av många antas vara en avskrift av en översättning gjord från ett grekiskt original. Texten börjar mitt i en mening och avslutas till synes likaså mitt i en mening. Lukasevangeliet nämns först, därefter Johannesevangeliet och Apostlagärningarna. Sannolikt avhandlades Matteusevangeliet och Markusevangeliet dessförinnan. Vidare nämns 13 Paulusbrev, två apokryfiska brev tillskrivna Paulus, tre katolska brev, två apokalypser (av Johannes och Petrus), Salomos vishet, Hermas Herden samt ett antal verk som författaren benämner kätterska och avvisar.
Den traditionella och fram till nyligen helt dominerande teorin var att förlägga originalets tillkomst till Rom under slutet av 100-talet (cirka 170–200). Författaren skriver att Hermas Herden skrevs helt nyligen i vår tid samtidigt som Pius I var påve i Rom (omkring 142–157). Därmed menar många forskare att texten inte kan ha skrivits så långt därefter. Och om så är fallet skulle Muratoriekanon utgöra en av de äldsta bevarade uppgifterna om merparten av de skrifter som kom att utgöra den kristna nytestamentliga kanon på 27 böcker. Vissa forskare anser det vara ett av de viktigaste dokumenten för att fastslå slutet av 100-talet som den tid då den kristna kanon formerades och till viss del fixerades.
Men dateringen av texten och länkandet av den till någon viss person är ett av de mer kontroversiella ämnena vad gäller fastställandet av den nytestamentliga kanon, och debatten om proveniensen och tillkomsttiden fortsätter. Andra forskare menar att listan speglar förhållanden som rådde i östkyrkan i mitten av 300-talet. Och på senare tid har det framlagts skäl för att Victorinus av Pettau skrev texten någon gång i perioden cirka 250–300. Muratoriekanon uppvisar ett antal anomalier, främst beträffande vilka skrifter som sägs ingå och inte ingå i kanon, som inte passar med en tillkomsttid på 100-talet. Holmes skriver år 2008 att forskarsamhället är djupt splittrat i uppfattningen om när Muratoriekanon skrevs, med en grupp som anser att den skrevs i slutet av 100-talet eller omkring år 200 och en annan grupp som föredrar senare delen av 200-talet eller 300-talet. Han menar att oavsett vilken period man föredrar finns olika aspekter av dokumentet som utgör en anomali för respektive period.
Dokumentet har fått sitt namn från dess upptäckare, Ludovico Antonio Muratori (1672–1750), som påträffade handskriften med kanonlistan i Ambrosianska biblioteket i Milano (där det än i dag förvaras) och lät publicera sin upptäckt år 1740.

## Bakgrund

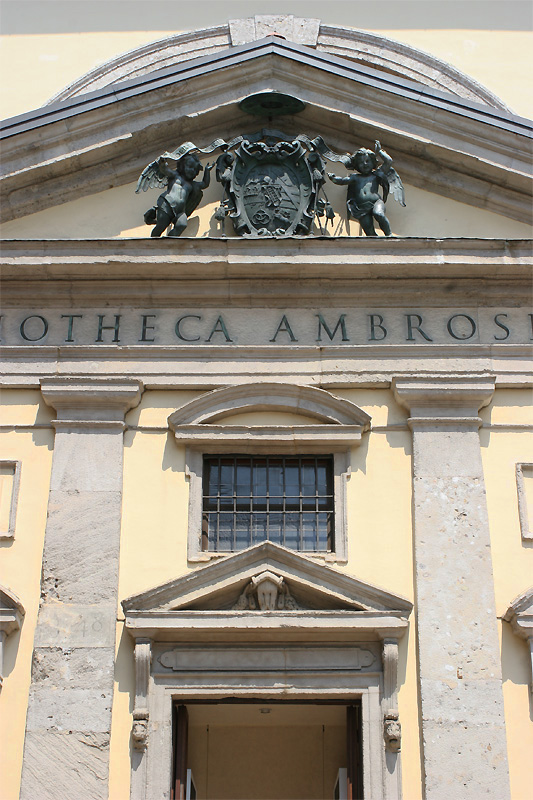
Biblioteca Ambrosiana i Milano där Muratori upptäckte Muratoriefragmentet och där det också förvaras i dag.

Det Muratoriska fragmentet består av 85 rader text skriven på uselt och okultiverat latin med vad som beskrivits som bedrövlig ortografi. Texten upptäcktes av historikern Ludovico Antonio Muratori i Ambrosianska biblioteket i Milano, och han lät publicera sitt fynd år 1740, dock inte i första hand för att offentliggöra en mycket tidig kristen kanon, utan som ett exempel på det mycket vårdslösa sätt på vilket man kopierade handskrifter på medeltiden. Handskriften är daterad med hjälp av handstilen och bläcket, till antingen sent 600-tal eller troligare 700-talet. Texten återfinns i en kodex (MS J. 101 sup.) som en gång har tillhört klostret Bobbio i norra Italien. Kodexen består av 76 blad och utgörs av en samling av teologiska texter vilka, förutom Muratoriefragmentet, är skrivna av biskop Eucherius av Lyon (ca 380–ca 449), biskop Ambrosius av Milano (ca 340–397) och patriarken av Konstantinopel, Johannes Chrysostomos (347–407). Därutöver förekommer fem tidiga kristna trosbekännelser.
Den latinska textens usla skick, vilket gör den mycket svåröversatt, beror delvis (och sannolikt till största delen) på att kopisten varit slarvig, men sannolikt också på att den latinska förlagan skrivits av någon som inte fullt ut behärskade latin. Några ytterligare bevarade fragment av denna text skrivna på klart bättre latin styrker också att kopisten kan beskyllas för de flesta misstagen. Att texten benämns Muratoriska “fragmentet” beror på att handskriften är skadad. Texten inleds mitt i en mening överst på en framsida, och det är därför troligt att någon eller några sidor i början av den kopierade handskriften gått förlorad – eller så hade kopisten tillgång till en förlaga där inledningen redan gått förlorad. Texten avslutas abrupt och följs direkt på samma sida av en annan text, varför det är möjligt att förlagan som kopisten följde saknade slutet.

## Sammanfattning av innehållet

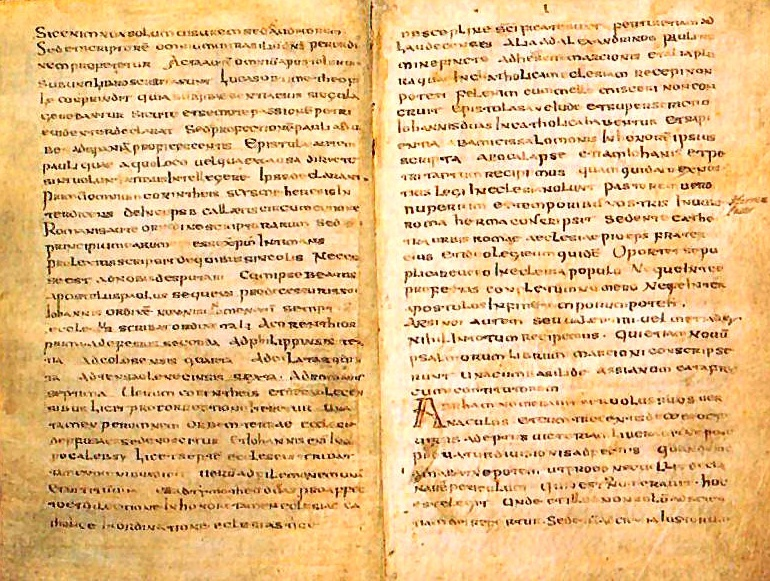
Cod. J 101 sup. från Bibliotheca Ambrosiana i Milano. Uppslaget utgör sidorna 2 och 3 innehållande raderna 32–85 av Muratoriekanon. Texten avslutas med en ofullständig mening på högersidans 23:e rad (9:e från slutet), och en ny text, en passage ur Ambrosius’ De Abraham (1.3.15), följer på nästa rad med inledande anfang.

Muratoriekanon är i strikt mening inte en kanon, ej heller utgörs den av en lista. Snarare kan den betraktas som en introduktion till Nya testamentet. Författaren diskuterar skrifterna, ger historisk information och reflekterar teologiskt över dem.
Inledningen av texten saknas då handskriften är skadad, och den första skrift som nämns är därför Lukasevangeliet som sägs vara det tredje evangeliet, skrivet av Lukas som inte hade sett Jesus i köttet. Därefter omtalas Johannesevangeliet, det fjärde evangeliet skrivet av lärjungen Johannes. Johannes sägs också ha skrivit epistlar, och författaren citerar Första Johannesbrevet 1:1–3. Vidare sägs också Apostlagärningarna ha skrivits av Lukas. Den lilla text som finns bevarad i den ofullständiga meningen före omnämnandet av Lukasevangeliet gör meningen nästan omöjlig att översätta, men där står bland annat ”han placerade”. Bruce Metzger spekulerar i att det kan ha stått att Markus arrangerade materialet i Markusevangeliet, det andra evangeliet och menar att man kan vara nästan helt säker på att Matteusevangeliet behandlades dessförinnan.
Efter detta vänder sig författaren till Paulus och säger att denne skrev brev till sju församlingar i ordningen korinthierna, efesierna, filipperna, kolosserna, galaterna, thessalonikerna och romarna, samt att han skrev ytterligare en gång till korinthierna och thessalonikerna. Också Johannes sägs ha skrivit till sju församlingar i Apokalypsen. Paulus sägs vidare också ha skrivit till personerna Filemon och Titus och två brev till Timotheos (allt som allt de tretton brev som bär Paulus namn i moderna biblar). Författaren nämner också Paulus brev till laodikeerna  och hans brev till alexandrinarna. och säger att de är förfalskningar gjorda för att sprida Markions och andras heresi. 
Därefter nämns Judasbrevet, två Johannesbrev (1:a och 2:a eller, med tanke på att 1:a redan har åberopats när det citerades, 2:a och 3:e) och ”Vishetens bok skriven av Salomos vänner till hans ära”. Av apokalypserna godkänner författaren endast Johannes uppenbarelse och Petrus uppenbarelse, men i hans församling finns vissa som motsätter sig att den senare läses i kyrkorna. Hermas sägs ha skrivit Herden ”nyss, i vår tid” i Rom medan Pius var kyrkans ledare där. Skriften kan enligt författaren därför anses ha viss auktoritet, men kan för den skull inte räknas till de apostoliska skrifterna eftersom den är så sen.
Författaren avfärdar helt de skrifter som författats av Valentinus och de för oss okända Arsinous och Miltiades, liksom de av Basilides. Därefter upphör texten med en ofullständig mening.
De böcker som förekommer i Nya testamentet men inte omnämns i Muratoriekanon är Första Petrusbrevet, Andra Petrusbrevet, Jakobsbrevet och Hebreerbrevet. Möjligen saknas också Tredje Johannesbrevet. Det förefaller heller inte som om dessa brev skulle ha nämnts i den text som gått förlorad, då de knappast kan ha nämnts efter de skrifter som ansågs heretiska eller före evangelierna – såvida inte Petrus skrifter, då i första hand Första Petrusbrevet (möjligen med citat från 1 Pet 5:13), nämndes i inledningen i samband med att Markus författarskap diskuterades. Det har också spekulerats över om utelämnandet av de övriga katolska breven, då i synnerhet just Första Petrusbrevet och Jakobsbrevet, beror på misstag begångna av den synnerligen oaktsamme kopisten i samband med att avskriften gjordes.

## Författarskap och tillkomsttid

### Originalspråk
Ett antal omständigheter i den latinska texten har fått många forskare att dra slutsatsen att texten är en översättning gjord från ett grekiskt original. Men även om det är en minoritetsuppfattning att texten är en latinsk originalkomposition, försvaras denna uppfattning av ett antal forskare. Exempelvis menar Hahneman med stöd av J. Campos att den latinska texten innehåller många exempel på stavning och betoning från 200- och 300-talen och att vokabulären tyder på en latinsk komposition från 300-talet. I en studie av språket gjord av Christophe Guigner år 2015, skriver han att indicierna pekar på att det är en latinsk översättning gjord under andra halvan av 300-talet från en grekisk förlaga; en förlaga som Guigner menar troligen skrevs någon gång under de sista årtiondena av 100-talet.

### Författarskap

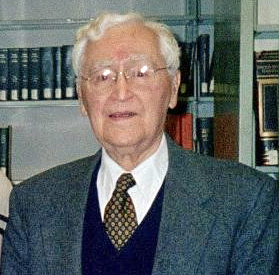
Bruce M. Metzger (1914–2007) var amerikansk bibelforskare med inriktning på textkritik och Bibelkanon. Han anses vara en av 1900-talets mest inflytelserika nytestamentliga forskare. Metzger menade att Muratoriekanon inte gärna kan ha skrivits senare än år 200.

Muratoriekanon har genom åren kopplats samman med flera kända personer. Den har tillskrivits bland andra Papias (första halvan av 100-talet), presbytern Gajus av Rom (aktiv i början av 200-talet), Hegesippos (ca 110–180), Rodon (aktiv ca 180-talet), Klemens av Alexandria (ca 150–215), Melito av Sardes (död ca 180) och Polykrates från Efesos (ca 130–196). Den tidigare kanske populäraste kandidaten har varit Hippolytos av Rom (ca 170–235). Men även Hippolytos har i stort övergetts som kandidat, då han var mycket intresserad av Hebreerbrevet medan författaren av Muratoriekanon inte ens nämner det.
I Muratoriekanon påstås dessutom Uppenbarelseboken vara skriven före Paulus brev medan Hippolytos ansåg den vara skriven under kejsar Domitianus styre (81–96). År 2008 utkom Jonathan Armstrong med en artikel vari han argumenterar för att Victorinus av Pettau (ca 230–ca 304) är författaren.

### Tillkomst på 100-talet
Ingen identifiering har vunnit konsensus bland forskarmajoriteten, och många nöjer sig med att konstatera att vi inte vet. Många anser också att originaltexten bör ha tillkommit under den senare delen av 100-talet. Ofta anges perioden 170–200 som den troligaste tiden för verkets tillkomst. Bruce Metzger anser att den knappast kan ha skrivits efter år 200, medan Joseph Verheyden anger perioden 180–220 som den troligaste, även om det enligt honom har framkastats förslag på 300-talet och till och med 400-talet. Den huvudsakliga orsaken till att många förordar en tidig tillkomst är ett stycke i brevet som lyder:
| ” | Men Hermas skrev Herden helt nyligen, i vår tid, i staden Rom medan hans bror Pius innehade biskopsstolen i kyrkan i Rom. | „ |

Traditionellt anses Pius I ha innehaft biskopsstolen i den romerska kyrkan mellan åren 140 och 154. De forskare som daterar originalet till slutet av 100-talet menar som regel också att det skrevs i närheten av Rom på grundval av de interna uppgifterna i dokumentet – då primärt att det skett i vår tid och omnämnandet av Rom. Uttrycket ”i vår tid” måste enligt dem avse en tid före år 200. De menar att det faktum att Jakobsbrevet och Hebreerbrevet saknas men Uppenbarelseboken finns med, tyder på en tillkomst i väst.

### Tillkomst på 200-talet – Victorinus av Pettau

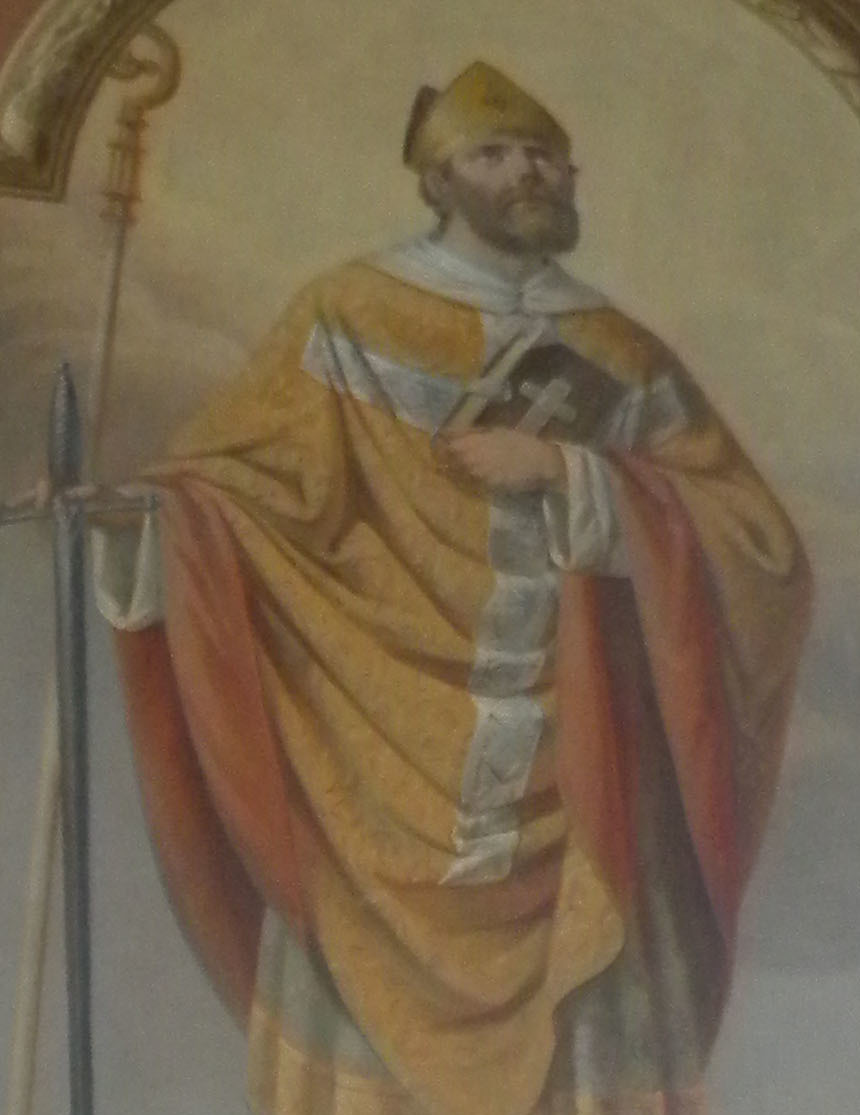
Målning föreställande biskop Victorinus. Giacomo Brollo 1886, församlingskyrkan, Nova Cerkev, Slovenien.

Jonathan J. Armstrong har argumenterat för att dokumentet är från andra halvan av 200-talet och skrivet av biskop Victorinus av Pettau (ca 230–ca 304). De anledningar han uppger är att Victorinus författarskap uppvisar fler paralleller med Muratoriekanon än vad någon annan antik författare gör, och att om Victorinus vore författaren skulle ett antal annars oförklarliga egendomligheter få sin förklaring. Victorinus som författare skulle också förklara det amatörmässiga latinet blandat med grekiska idiom, vilket lett till antagandet att det är en dålig latinsk översättning av en grekisk text. Enligt Armstrong skulle detta bättre förklaras av en tvåspråkig författare som Victorinus, som behärskade grekiska men var medioker i latin.
Armstrong menar vidare att de antika författare som efter Victorinus uppvisar de mest påtagliga likheterna med Muratoriekanon och därför verkar bygga på denna text, nämligen Chromatius av Aquileia (ca 345–ca 407), Isidorus av Sevilla (ca 560–636), och framför allt Hieronymus (ca 347–420), också är de som uttryckligen är mest bekanta med Victorinus. Utöver Muratoriekanon är det endast Hippolytos, Cyprianus, Hieronymus och Victorinus som uppfattar de paulinska breven som sju till antalet. Av dessa fyra är dock Victorinus ensam om att i likhet med Muratoriekanon säga att såväl Paulus som Johannes vände sig till sju församlingar och om att räkna upp dessa församlingar ”med namn” (latin: nominatim). I likhet med författaren av Muratoriekanon nämner inte heller Victorinus Hebreerbrevet.
I Muratoriekanon sägs Hermas, författaren av Herden, vara en bror till biskop Pius I av Rom. Den enda tidiga text som påstår detsamma är Carmen adversus Marcionitas, en text som möjligen också är skriven av just Victorinus. Victorinus och författaren av fragmentet anser båda att alla kanoniska böcker tillkommit i den apostoliska tiden, och av den anledningen utesluter de båda Hermas Herden ur kanon. Muratoriekanon är den enda kanonlistan där Petrus uppenbarelse ingår. Även Victorinus ansåg att den tillhörde Skriften (scriptum est).
Redan i början av 1900-talet var forskare som Adolf von Harnack och Marie-Joseph Lagrange övertygade om att Victorinus var bekant med Muratoriekanon. Men eftersom de och andra efterföljande ansåg det klarlagt att texten var från 100-talet, kom de, enligt Armstrong, att samfällt förkasta möjligheten att Victorinus skrivit texten och i stället anta att han hade haft tillgång till Muratoriekanon i form av en äldre källa, då oftast Hippolytos eller någon numera försvunnen källa. Men i dag är den tidiga dateringen ifrågasatt. Albert C. Sundberg menar exempelvis att uttrycket “helt nyligen, i vår tid” (latin: nuperrime temporibus nostris) inte behöver tolkas som att Hermas Herden skrevs under Muratoriekanonförfattarens egen livstid, utan hellre att skriften skrevs efter den tid då apostlarna inte längre var i livet. I stället skulle nuperrime (superlativform av nyligen) markera tidsspannet mellan de apostoliska skrifterna och Hermas Herden. Och uttrycket ”vår tid” (temporibus nostris) skulle avse tiden efter apostlarnas tid. Sundberg ger flera exempel på detta bruk, däribland Irenaeus hänvisning till att Uppenbarelseboken skrevs hundra år tidigare med uttrycket i ”vår tid”. Hill och andra anser dock att Irenaeus använder uttrycket annorlunda, för att beskriva nutid. Ferguson menar att Sundbergs tolkning är fullt möjlig och att författaren kan ha velat ställa ”vår tid” i motsats till ”apostolisk tid”, men han menar ändå att det inte är den mest naturliga innebörden av författarens påstående.
Det faktum att ingen av Victorinus samtida eller efterföljare nämner att Victorinus skrivit denna text, beror enligt Armstrong sannolikt på att vi inte har letat på rätt ställe. Han menar att det troliga är att Muratoriekanon egentligen utgörs av den försvunna prologen till Victorinus Commentarius in Matthaeum, som flera hänvisar till. I så fall skulle Muratoriska kanon kunna dateras till cirka år 258.

### Tillkomst på 300-talet
Fram till relativt nyligen tog de flesta forskare för givet att Muratoriekanon tillkommit i närheten av Rom i slutet av 100- eller början av 200-talet, och därmed att verket utgjorde den äldsta daterbara listan över Nya testamentets kanon. Men Gregory Robbins anser att styrkan i dessa antaganden nu har urholkats och att i stället ett nytt samförstånd håller på att utvecklas där Muratoriekanon alltmer betraktas som ett verk tillkommet i öst under 300-talet.
Tecken som i stället tyder på en tillkomst på 300-talet i öst är (1) att Hermas Herden exkluderades ur kanon fastän skriften tidigt sågs som auktoritativ i väst, (2) att tveksamhet råder om apokalypsernas status, (3) att den närmaste parallellen till listan återfinns hos Eusebios på 300-talet i öst och (4) att ingen liknande lista från 100-talet finns. Författaren accepterar också utan betänkligheter Andra Johannesbrevet, möjligen Tredje Johannesbrevet och Judasbrevet i kanon. Dessa skrifter ifrågasattes ännu i början av 300-talet och accepterades mer allmänt först i slutet av samma århundrade. Författaren medtar också Salomos vishet bland de auktoritativa böckerna, något som i övrigt sker först på 300-talet med Eusebios av Caesarea (263–339) och Epifanios av Salamis (ca 315–403). Och trots att Hermas Herden var mycket populär på 100-talet anser författaren av Muratoriekanon att den skriften inte bör ges auktoritativ ställning – något som bättre stämmer med förhållanden på 300-talet. Dessa omständigheter, menar vissa forskare, gör att listan passar bättre in om den har skrivits antingen i slutet av 200-talet eller under 300-talet.
Lee Martin McDonald, Albert Sundberg och Geoffrey Hahneman, bland andra, har argumenterat för att slutet av 100-talet är en alldeles för tidig datering av Muratoriekanon. Om den är från slutet av 100-talet finns inga paralleller i primärlitteraturen rörande kanon på åtminstone 150 år, menar McDonald. Först i perioden mitten till slutet av 300-talet finns någorlunda likartade paralleller. McDonald är ändå försiktigt optimistisk till Armstrongs länkning av texten till Victorinus, och menar att hans teori mycket väl kan ändra debatten om textens upphov. Men han menar att en datering till mitten av 200-talet fortfarande är för tidig. Om Victorinus skrivit texten är det enligt McDonald troligare att han skrev den strax före sin död, vilken enligt McDonald inträffade cirka år 307. Under perioden 290–307 var Victorinus som mest produktiv i sitt författande.